# FK Bashkimi Kumanovo
Maillots
Le Fudbalski Klub Bashkimi Kumanovo (en macédonien : фудбалски клуб Башкими Куманово), plus couramment abrégé en Bashkimi Kumanovo, est un ancien club macédonien de football fondé en 1947 et disparu en 2008, et basé dans la ville de Kumanovo.

## Histoire
Ce nom est un mélange de deux langues :  en effet, c'est en albanais que "Bashkimi" veut dire "L'union", mais "Fudbalski Klub"  est du macédonien --en albanais on dit "Klubi Futboll", et "Kumanovo" est la version slave du nom de la ville --qui s'écrit "Kumanovë" ou "Kumanova"  en albanais. 
L'ouest de la Macédoine actuelle, dont les frontières ont été tracées en 1945, comprend une population concentrée de langue albanaise, notamment dans la haute vallée du Vardar et la Montagne Noire de Skopje. Kumanovo se situe à l'est de la Montagne Noire de Skopje.

## Bilan sportif

### Palmarès
| Compétitions nationales                                                                                     |
| --- |
| - Coupe de Macédoine (1) : - Vainqueur : 2004-05. - Championnat de Macédoine D2 (1) : - Champion : 2002-03. |

### Bilan européen
Note : dans les résultats ci-dessous, le score du club est toujours donné en premier
| Saison    | Compétition | Tour            | Club                | Domicile | Extérieur | Total  |
| --------- | ----------- | --------------- | ------------------- | -------- | --------- | ------ |
| 2005-2006 | Coupe UEFA  | Premier tour Q  | NK Žepče            | 3 - 0    | 1 - 1     | 4 - 1  |
| 2005-2006 | Coupe UEFA  | Deuxième tour Q | Maccabi Petah Tikva | 0 - 5    | 0 - 6     | 0 - 11 |

Légende
- Victoire ou qualification pour le tour suivant
- Match nul
- Défaite ou élimination de la compétition

## Entraîneurs du club
| - Nexhat Husein (2002 - 2003) - Mensur Nedžipi (2004 - février 2005) - Buran Beadini (27 février 2005 - octobre 2005) - Edmond Miha (10 octobre 2005 - décembre 2005) | - Bylbyl Sokoli (15 décembre 2005 - mai 2006) - Hisni Madzuni (juillet 2006 - avril 2007) - Erkan Jusuf (29 avril 2007 - décembre 2007) - Nedžat Šabani (16 décembre 2007 - juin 2008) |